# Оверъёль
Оверъёль (устар. Овер-Йоль) — река в Шурышкарском районе Ямало-Ненецкого АО. Устье реки находится на 134-м км по правому берегу реки Лесмиёган. Длина реки составляет 11 км, значительный приток Ляпкыдшор впадает слева в 1,5 км от устья.

## Данные водного реестра
По данным государственного водного реестра России относится к Нижнеобскому бассейновому округу, водохозяйственный участок реки — Обь от впадения реки Северная Сосьва до города Салехард, речной подбассейн реки — бассейны притоков Оби ниже впадения Северной Сосьвы. Речной бассейн реки — (Нижняя) Обь от впадения Иртыша.